# Vasculitis
Les vasculitis es refereix a un grup heterogeni de trastorns que es caracteritzen per la destrucció inflamatòria dels vasos sanguinis. Tant les artèries com les venes es veuen afectades, sigui de forma sistèmica o localitzada. La limfangitis a vegades es considera un tipus de vasculitis. La vasculitis és deguda principalment a la migració dels leucòcits, els quals infiltren la paret dels vasos, i al dany inflamatori amb necrosi fibrinoide resultant. Pot ser un procés primari o secundari a una altra malaltia subjacent, Es presenta amb major freqüencia en nens i persones grans.
La inflamació de les venes (flebitis) o les artèries (arteritis), encara que totes dues es produeixen en les vasculitis, pel seu propi compte són entitats separades.

## Classificació
Existeixen diferents maneres de classificar les vasculitis:
- Segons la mida del vas que afecten.
  - Vasculitis de petits vasos[9]
  - Vasculitis de grans i mitjans vasos[10]
- Segons la causa.
- Segons la localització.

## Patogènesi
La patogènesi de les vasculitis no està clarament definida i probablement es deu a diversos mecanismes:
- Immunitat cel·lular mitjançada per limfòcits T[11]
- Dipòsit d'immunocomplexes a la paret vascular que activen el complement[12] desencadenant una reacció inflamatòria.
- Anticossos dirigits contra el citoplasma dels neutròfils (ANCA)[13]

## Tipus
- Panarteritis nodosa clàssica[14]
- Poliangitis microscòpica[15]
- Síndrome de Churg-Strauss[16]
- Granulomatosi de Wegener[17]
- Púrpura de Schönlein-Henoch[18]
- Malaltia de Kawasaki[19]
- Displàsia fibromuscular[20]
- Aortitis aïllada[21]
- Síndrome de Behçet[22]
- Vasculitis primària del sistema nerviós central[23]
- Vasculitis induïda per fàrmacs[24]
- Vasculitis cutània postradioteràpia[25]
- Vasculitis per consum de cocaïna[26]
- Vasculitis per IgA associada al consum de begudes alcohòliques[27]
- Vasculitis per mossegada de vídua negra[28]
- Vasculitis urticant[29]
- Vasculitis gangrenosa escrotal juvenil[30]
- Vasculitis retiniana[31]
- Vasculitis leucocitoclàstica[32] o per hipersensibilitat[33]
- Vasculitis hipereosinofílica[34]
- Vasculitis crioglobulinèmica[35]

### Arteritis
- Arteritis de la temporal[36]
- Arteritis de Takayasu[37]
- Arteritis cutània[38]

### Altres malalties que presenten vasculitis
- Artritis reumatoide[39]
- Colangitis biliar primària[40]
- Colitis ulcerosa[41]
- COVID-19[42]
- Deficiència d'alfa-1-antitripsina[43]
- Edema hemorràgic agut infantil[44]
- Eritema elevatum diutinum[45]
- Eritema indurat de Bazin[46]
- Espondiloartritis anquilosant[47]
- Hepatitis vírica[48]
- Intoxicació per imidacloprid[49]
- Rickettsiosi[50]
- Leucèmia mieloide aguda[51]
- Macroglobulinèmia de Waldenström[52]
- Síndrome de Cogan[53]
- Síndrome d'Hughes-Stovin[54]
- Síndrome de Sjögren[55]
- Síndrome de Goodpasture[56]
- Síndrome mielodisplàstica[57]
- Síndrome paraneoplàstica[58]
- Síndrome de resposta inflamatòria sistèmica[59]
- Síndrome VEXAS[60]
- Lupus eritematós sistèmic[61]
- Malaltia de Buerger[62]
- Pitiriasi liquenoide i varioliforme aguda[63]
- Policondritis recidivant[64]
- Malaltia de Mondor[65]
- Malaltia d'Eales[66]